# Мас-Сент-Пюэль
Мас-Сент-Пюэ́ль (фр. Mas-Saintes-Puelles) — коммуна во Франции, находится в регионе Лангедок — Руссильон. Департамент коммуны — Од. Входит в состав кантона Южный Кастельнодари. Округ коммуны — Каркасон.
Код INSEE коммуны — 11225.

## Население
Население коммуны на 2008 год составляло 890 человек.
| 1962 | 1968 | 1975 | 1982 | 1990 | 1999 | 2008 |
| ---- | ---- | ---- | ---- | ---- | ---- | ---- |
| 653  | 682  | 617  | 640  | 720  | 805  | 890  |

## Экономика
В 2007 году среди 561 человека в трудоспособном возрасте (15—64 лет) 414 были экономически активными, 147 — неактивными (показатель активности — 73,8 %, в 1999 году было 67,2 %). Из 414 активных работало 375 человек (210 мужчин и 165 женщин), безработных было 39 (17 мужчин и 22 женщины). Среди 147 неактивных 42 человека были учениками или студентами, 41 — пенсионерами, 64 были неактивными по другим причинам.